# Wszystko przed nami
Wszystko przed nami – polski serial obyczajowy emitowany na antenie TVP1 od 24 września 2012 do 23 kwietnia 2013.

## Fabuła
Serial opowiadał historię młodych Polaków: Wojtka (Michał Malinowski), Pawła (Aleksy Komorowski), Leszka (Paweł Ciołkosz), Basi (Jowita Budnik) i Stefana (Piotr Nowak), którzy z powodu trudnych wydarzeń zmuszeni byli powrócić z emigracji w Mediolanie do Lublina i zdecydowali się rozpocząć wspólny biznes w jednej z lubelskich kamienic, której właścicielem był Wojtek.

## Obsada
- Michał Malinowski – Wojciech Szczepański
- Magdalena Łaska – Ola Szawarska
- Aleksy Komorowski – Paweł Mazur
- Julia Pogrebińska – Agata Gajewska-Pavoni
- Piotr Nowak – Stefan Małek
- Paweł Ciołkosz – Leszek Kozak
- Jowita Budnik – Barbara Kozak
- Mariusz Bonaszewski – Olgierd Szawarski
- Gabriela Muskała – Anna Małek
- Małgorzata Majerska – Zuzanna Małek
- Agata Nizińska – Marina
- Katarzyna Figura – Marianna Szawarska
- Joanna Jeżewska – Róża Szczepańska
- Radosław Pazura – Jan Szczepański
- Ewelina Gnysińska – Sylwia Frączek
- Jakub Semla – Michał Kozak
- Jeremi Protas – Marcin Lisowski
- Dominika Bednarczyk-Krzyżowska – Halina Lisowska
- Przemysław Bluszcz – Dominik Lisowski
- Paweł Domagała – Waldek Kamiński
- Katarzyna Herman – Magda Liszka
- Karolina Kominek – Iza Podleska
- Łukasz Konopka – mecenas Klaudiusz Sipowicz
- Monika Krzywkowska – Jolanta
- Rafał Rutkowski – Karol
- Iwo Wójcik – Kacper
- Giorgio Gobbi – Pietro Capponi
- Rosella Contu – Francesca Capponi

## Spis serii
| Seria | Sezon     | Odcinki   | Premiera serii   | Finał serii      | Pora emisji | Średnia oglądalność |
| ----- | --------- | --------- | ---------------- | ---------------- | --- | ------------------- |
| 1.    | 2012/2013 | 1–99 (99) | 24 września 2012 | 23 kwietnia 2013 | poniedziałek–czwartek 18.20 (odc. 1–44); wtorek 21.25 i 21.50 (odc. 45–50); poniedziałek–czwartek 18.40 (odc. 51–99) | 1 430 163           |

## Produkcja i odbiór
Produkcja nagrywana była w Lublinie, Mediolanie i Warszawie (za FilmPolski.pl). 
Początkowo serial miał nazywać się „Mały Londyn”, później „Dobry adres”, jednak ostatecznie zdecydowano, że będzie się nazywał „Wszystko przed nami”. Ponadto bohaterowie początkowo do Lublina mieli wrócić z Londynu (Wielka Brytania), jednak wybrano Mediolan (Włochy). 
Z powodu niezadowalającej oglądalności serialu (wynoszącej 1,4 mln widzów), nadawca postanowił nie przedłużać go o kolejną serię.